# کریم آوچی
کریم آوچی (انگلیسی: Kerim Avcı؛ زادهٔ ۱۶ دسامبر ۱۹۸۹) بازیکن فوتبال اهل ترکیه است.
از باشگاه‌هایی که در آن بازی کرده‌است می‌توان به باشگاه فوتبال روت‌وایس اسن و باشگاه ورزشی کایسری ارجیسپور اشاره کرد.